# Acrotaphus fuscipennis
Acrotaphus fuscipennis är en stekelart som först beskrevs av Cresson 1865.  Acrotaphus fuscipennis ingår i släktet Acrotaphus och familjen brokparasitsteklar. Inga underarter finns listade i Catalogue of Life.